# Atletica leggera ai I Giochi olimpici giovanili estivi
Le gare di atletica leggera ai I Giochi olimpici giovanili estivi sono state disputate al Bishan Stadium di Singapore dal 17 al 23 agosto 2010. Le fasi eliminatorie sono state concentrate tutte nelle primi tre giornate e successivamente, dopo un giorno di pausa, sono state corse dodici finali al giorno per le restanti tre giornate.
Alle gare potevano partecipare gli atleti nati tra il 1º gennaio 1993 e il 31 dicembre 1994, selezionati in base ai risultati dei trials continentali.
Rispetto ai Giochi olimpici "senior" nel programma non figuravano gare sugli 800 e 1500 metri piani, sostituite dai 1.000 metri, i 3.000 metri siepi sono stati corsi sulla distanza dei 2.000 metri e le staffette si sono svolte sotto la forma di "staffetta svedese" (in questa staffetta, le quattro frazioni hanno lunghezze diverse: 100, 200, 300 e 400 metri). Non sono comprese nel programma anche gare di decathlon e di eptathlon.

## Podi
Legenda:
: record mondiale

: record olimpico

: record africano

: record asiatico

: record europeo

: record del Nord e Centro America

: record del Sudamerica

: record di Australia e Oceania

: record nazionale

### Maschili
| Specialità                        | Oro                                                              | Risultato   | Argento                                                             | Risultato | Bronzo                                                           | Risultato |
| Corse piane                       |                                                                  |             |                                                                     |           |                                                                  |           |
| 100 metri (dettagli)              | Odane Skeen                                                      | 10"42       | Masaki Nashimoto                                                    | 10"51     | David Bolarinwa                                                  | 10"51     |
| 200 metri (dettagli)              | Xie Zhenye                                                       | 21"22       | Keisuke Homma                                                       | 21"27     | Patrick Domogala                                                 | 21"36     |
| 400 metri (dettagli)              | Luguelín Santos                                                  | 47"11       | Ruan Greyling                                                       | 47"22     | Alfas Kishoyan                                                   | 47"24     |
| 1000m (dettagli)                  | Mohammed Aman                                                    | 2'19"54     | Hamza Driouch                                                       | 2'21"25   | Charlie Grice                                                    | 2'21"85   |
| 3000 metri (dettagli)             | Abrar Osman                                                      | 8'07"24     | Fekru Jebesa                                                        | 8'08"53   | Hicham Sigueni                                                   | 8'08"55   |
| 2000 m siepi (dettagli)           | Peter Matheka Mutuku                                             | 5'37"63     | Habtamu Fayisa                                                      | 5'39"10   | Zakaria Kiprotich                                                | 5'41"25   |
| Corse ad ostacoli                 |                                                                  |             |                                                                     |           |                                                                  |           |
| 110 m ostacoli (dettagli)         | Nicholas Hough                                                   | 13"37       | Dongqiang Wang                                                      | 13"41     | Jussi Kanervo                                                    | 13"53     |
| 400 m ostacoli (dettagli)         | Norge Lara Sotomayor                                             | 50"69       | Kumar Durgesh                                                       | 50"81     | William Mbevi Mutunga                                            | 51"23     |
| Corse su strada                   |                                                                  |             |                                                                     |           |                                                                  |           |
| Marcia 10 km (dettagli)           | Igor Lyashchenko                                                 | 42'43"93    | Oscar Villavicencio                                                 | 43'46"00  | Pavel Parshin                                                    | 44'18"04  |
| Concorsi                          |                                                                  |             |                                                                     |           |                                                                  |           |
| Salto in alto (dettagli)          | Dmitry Kroytor                                                   | 2,19 m      | Brandon Starc                                                       | 2,19 m    | Viktor Chernysh                                                  | 2,17 m    |
| Salto con l'asta (dettagli)       | Didac Salas                                                      | 5,05 m      | Thiago da Silva                                                     | 5,05 m    | Theodoros Chrysanthopoulos                                       | 4,95 m    |
| Salto in lungo (dettagli)         | Caio dos Santos                                                  | 7,69 m      | Sho Matsubara                                                       | 7,65 m    | Rudolph Pienaar                                                  | 7,53 m    |
| Salto triplo (dettagli)           | Radame Fabar Sanchez                                             | 16,37 m     | Fu Haitao                                                           | 16,14 m   | Georgi Tsonov                                                    | 15,80 m   |
| Lancio del peso (dettagli)        | Krzysztof Brzozowski                                             | 23,23 m WYB | Jackson Gill                                                        | 22,60 m   | Dennis Lewke                                                     | 21,22 m   |
| Lancio del disco (dettagli)       | Jacques Du Plessis                                               | 63,94 m     | Arjur Arjun                                                         | 62,52 m   | Jaromir Mazgal                                                   | 60,31 m   |
| Lancio del martello (dettagli)    | Liu Binbin                                                       | 73,99 m     | Alexandros Poursanidis                                              | 70,30 m   | Balazs Toreky                                                    | 70,13 m   |
| Lancio del giavellotto (dettagli) | Braian Toledo                                                    | 81,78 m     | Devin Bogert                                                        | 76,88 m   | Intars Isejevs                                                   | 74,23 m   |
| Staffette                         |                                                                  |             |                                                                     |           |                                                                  |           |
| Staffetta mista (dettagli)        | Americhe Caio dos Santos Odane Skeen Najee Glass Luguelín Santos | 1'51"38     | Europa David Bolarinwa Tomasz Kluczynski Marco Lorenzi Nikita Uglov | 1'52"11   | Oceania Lepani Naivalu John Rivan Nicholas Hough Raheen Williams | 1'52"71   |

### Femminili
| Specialità                        | Oro                                                              | Risultato | Argento                                                                         | Risultato | Bronzo                                                      | Risultato |
| Corse piane                       |                                                                  |           |                                                                                 |           |                                                             |           |
| 100 metri (dettagli)              | Josephine Omaka                                                  | 11"58     | Myasia Jacobs                                                                   | 11"64     | Fany Chalas                                                 | 11"65     |
| 200 metri (dettagli)              | Nkiruka Florence Nwakwe                                          | 23"46     | Tynia Gaither                                                                   | 23"68     | Olivia Ekpone                                               | 23"75     |
| 400 metri (dettagli)              | Robin Reynolds                                                   | 52"57     | Bianca Razor                                                                    | 53"10     | Bukola Abogunloko                                           | 53"47     |
| 1000 metri (dettagli)             | Tizita Ashame                                                    | 2'43"24   | Andrina Schlaepfer                                                              | 2'43"84   | Damaris Muthee                                              | 2'45"42   |
| 3000 metri (dettagli)             | Gladys Chesir                                                    | 9'13"58   | Moe Kyuma                                                                       | 9'23"70   | Samrawit Mengisteab                                         | 9'33"53   |
| 2000 m siepi (dettagli)           | Virginia Nyambura                                                | 6'29"97   | Tsehynesh Tsenga                                                                | 6'37"81   | Oksana Raita                                                | 6'41"49   |
| Corse ad ostacoli                 |                                                                  |           |                                                                                 |           |                                                             |           |
| 100 m ostacoli (dettagli)         | Ekaterina Bleskina                                               | 13"34     | Michelle Jenneke                                                                | 13"46     | Noemi Zbären                                                | 13"50     |
| 400 m ostacoli (dettagli)         | Aurelie Chaboudez                                                | 58"41     | Stina Troest                                                                    | 58"88     | Olena Kolesničenko                                          | 59"25     |
| Prove su strada                   |                                                                  |           |                                                                                 |           |                                                             |           |
| Marcia 5 km (dettagli)            | Anna Clemente                                                    | 22'27"38  | Mao Yanxue                                                                      | 22'29"42  | Nadezda Leontyeva                                           | 22'35"05  |
| Concorsi                          |                                                                  |           |                                                                                 |           |                                                             |           |
| Salto in alto (dettagli)          | Maria Kuchina                                                    | 1,89 m    | Alessia Trost                                                                   | 1,86 m    | Aneta Rydz                                                  | 1,79 m    |
| Salto con l'asta (dettagli)       | Angelica Bengtsson                                               | 4,30 m    | Elizabeth Parnov                                                                | 4,25 m    | Ganna Shelekh                                               | 4,20 m    |
| Salto in lungo (dettagli)         | Lena Malkus                                                      | 6,40 m    | Alina Rotaru                                                                    | 6,38 m    | Le'Tristan Pledger                                          | 6,17 m    |
| Salto triplo (dettagli)           | Khaddi Sagnia                                                    | 13,56 m   | Sokhna Gallé                                                                    | 13,04 m   | Ganna Aleksandrova                                          | 12,64 m   |
| Lancio del peso (dettagli)        | Natalia Troneva                                                  | 15,66 m   | Gu Siyu                                                                         | 15,49 m   | Anna Wloka                                                  | 15,48 m   |
| Lancio del disco (dettagli)       | Shanice Craft                                                    | 55,49 m   | Krisztina Váradi                                                                | 49,92 m   | Heidi Schmidt                                               | 47,57 m   |
| Lancio del martello (dettagli)    | Alexia Sedykh                                                    | 59,08 m   | Alena Navahrodskaya                                                             | 57,34 m   | Xia Youlian                                                 | 56,62 m   |
| Lancio del giavellotto (dettagli) | Kateryna Derun                                                   | 54,59 m   | Lismania Munoz Barcelay                                                         | 52,40 m   | Hannah Carson                                               | 50,64 m   |
| Staffette                         |                                                                  |           |                                                                                 |           |                                                             |           |
| Staffetta mista (dettagli)        | Americhe Myasia Jacobs Tynia Gaither Rashan Brown Robin Reynolds | 2'05"62   | Africa Josephine Omaka Nkiruka Florence Nwakwe Izelle Neuhoff Bukola Abogunloko | 2'06"19   | Europa Annie Tagoe Anna Bongiorni Sonja Mosler Bianca Razor | 2'07"59   |

## Medagliere
| Posizione | Paese           |    |    |    | Totale |
| --------- | --------------- | -- | -- | -- | ------ |
| 1         | Kenya           | 3  | 0  | 3  | 6      |
| 2         | Russia          | 3  | 0  | 2  | 5      |
| 3         | Cina            | 2  | 4  | 1  | 7      |
| 4         | Etiopia         | 2  | 3  | 0  | 5      |
| 5         | Francia         | 2  | 1  | 0  | 3      |
| 5         | Cuba            | 2  | 1  | 0  | 3      |
| 7         | Ucraina         | 2  | 0  | 5  | 7      |
| 8         | Germania        | 2  | 0  | 2  | 4      |
| 9         | Nigeria         | 2  | 0  | 1  | 3      |
| 9         | Svezia          | 2  | 0  | 1  | 3      |
| 11        | Australia       | 1  | 3  | 0  | 4      |
| 12        | Stati Uniti     | 1  | 2  | 3  | 6      |
| 13        | Sudafrica       | 1  | 1  | 1  | 3      |
| 14        | Italia          | 1  | 1  | 0  | 2      |
| 14        | Brasile         | 1  | 1  | 0  | 2      |
| 16        | Polonia         | 1  | 0  | 2  | 3      |
| 17        | Rep. Dominicana | 1  | 0  | 1  | 2      |
| 17        | Eritrea         | 1  | 0  | 1  | 2      |
| 18        | Israele         | 1  | 0  | 0  | 1      |
| 18        | Giamaica        | 1  | 0  | 0  | 1      |
| 18        | Argentina       | 1  | 0  | 0  | 1      |
| 18        | Spagna          | 1  | 0  | 0  | 1      |
| 23        | Giappone        | 0  | 4  | 0  | 4      |
| 24        | Romania         | 0  | 2  | 0  | 2      |
| 24        | India           | 0  | 2  | 0  | 2      |
| 26        | Ungheria        | 0  | 1  | 1  | 2      |
| 26        | Svizzera        | 0  | 1  | 1  | 2      |
| 28        | Qatar           | 0  | 1  | 0  | 1      |
| 28        | Bahamas         | 0  | 1  | 0  | 1      |
| 28        | Ecuador         | 0  | 1  | 0  | 1      |
| 28        | Nuova Zelanda   | 0  | 1  | 0  | 1      |
| 28        | Danimarca       | 0  | 1  | 0  | 1      |
| 28        | Bielorussia     | 0  | 1  | 0  | 1      |
| 28        | Cipro           | 0  | 1  | 0  | 1      |
| 35        | Regno Unito     | 0  | 0  | 2  | 2      |
| 36        | Bulgaria        | 0  | 0  | 1  | 1      |
| 36        | Finlandia       | 0  | 0  | 1  | 1      |
| 36        | Rep. Ceca       | 0  | 0  | 1  | 1      |
| 36        | Lettonia        | 0  | 0  | 1  | 1      |
| 36        | Marocco         | 0  | 0  | 1  | 1      |
| 36        | Uganda          | 0  | 0  | 1  | 1      |
| 36        | Grecia          | 0  | 0  | 1  | 1      |
| Totale    | Totale          | 36 | 36 | 36 | 108    |